# 傅铎
傅铎（1917年—2005年8月24日），原名傅桐芬，男，河北博野人，中国剧作家，中国戏剧家协会理事。